# My Pal Wolf
My Pal Wolf is een Amerikaanse dramafilm uit 1944 onder regie van Alfred L. Werker.

## Verhaal
Gretchen Anstey is het levenslustige dochtertje van een rijk echtpaar uit Virginia. Ze nemen een Britse gouvernante in dienst, die een strenge opvoeding met ferme hand niet schuwt. Gretchen vindt een Duitse herder en wil hem houden, maar haar gouvernante is er sterk op tegen.

## Rolverdeling
| Acteur           | Personage           |
| ---------------- | ------------------- |
| Sharyn Moffett   | Gretchen Anstey     |
| Jill Esmond      | Elizabeth Munn      |
| Una O'Connor     | Mevrouw Blevin      |
| George Cleveland | Wilson              |
| Charles Arnt     | Papa Eisdaar        |
| Claire Carleton  | Ruby                |
| Leona Maricle    | Priscilla Anstey    |
| Bruce Edwards    | Paul Anstey         |
| Edward Fielding  | Minister van Oorlog |
| Olga Fabian      | Mama Eisdaar        |